# Ramnagar (Varanasi)
Ramnagar és una ciutat i municipi del districte de Varanasi a Uttar Pradesh. Destaca per la seva fortalesa on resideix encara el maharajà de Benarés, coneguda com a Kashi Naresh que vol dir "rei de Kashi" (Kashi = antic nom de Varanasi); la fortalesa inclou un museu; ou escollida com a residència reial pel raja Balwant Singh (1738-1770) que va construir el fort; el seu successor Chait o Chet Singh (1770-1781) va construir el llac artificial i un temple ricament adornat amb pedra llaurada. La ciutat està situada a 25° 17′ N, 83° 02′ E / 25.28°N,83.03°E quasi enfront de Varanasi a l'altre costat del Ganges. Consta al cens del 2001 amb una població de 39.941 habitants; al cens de 1901 tenia 10.882 habitants.